# قسم نهرعنبر الريفي (مقاطعة دهلران)
قسم نهرعنبر الريفي (بالفارسية: دهستان نهرعنبر) هي منطقة ريفية تقع في Musian District في إيران. يقدر عدد سكانها بـ 4,037 نسمة .